# Fairy Toot

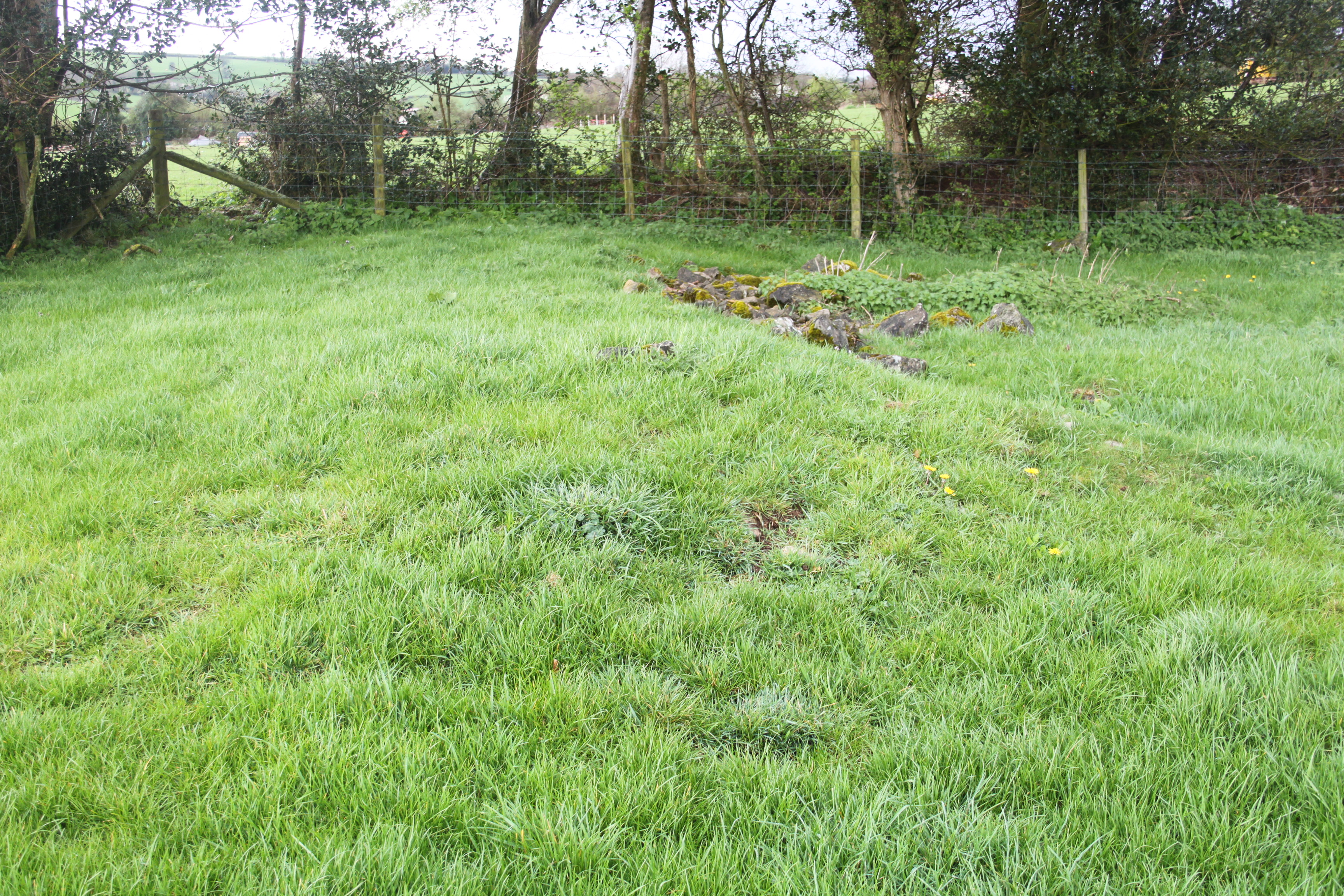
Fairy Toot

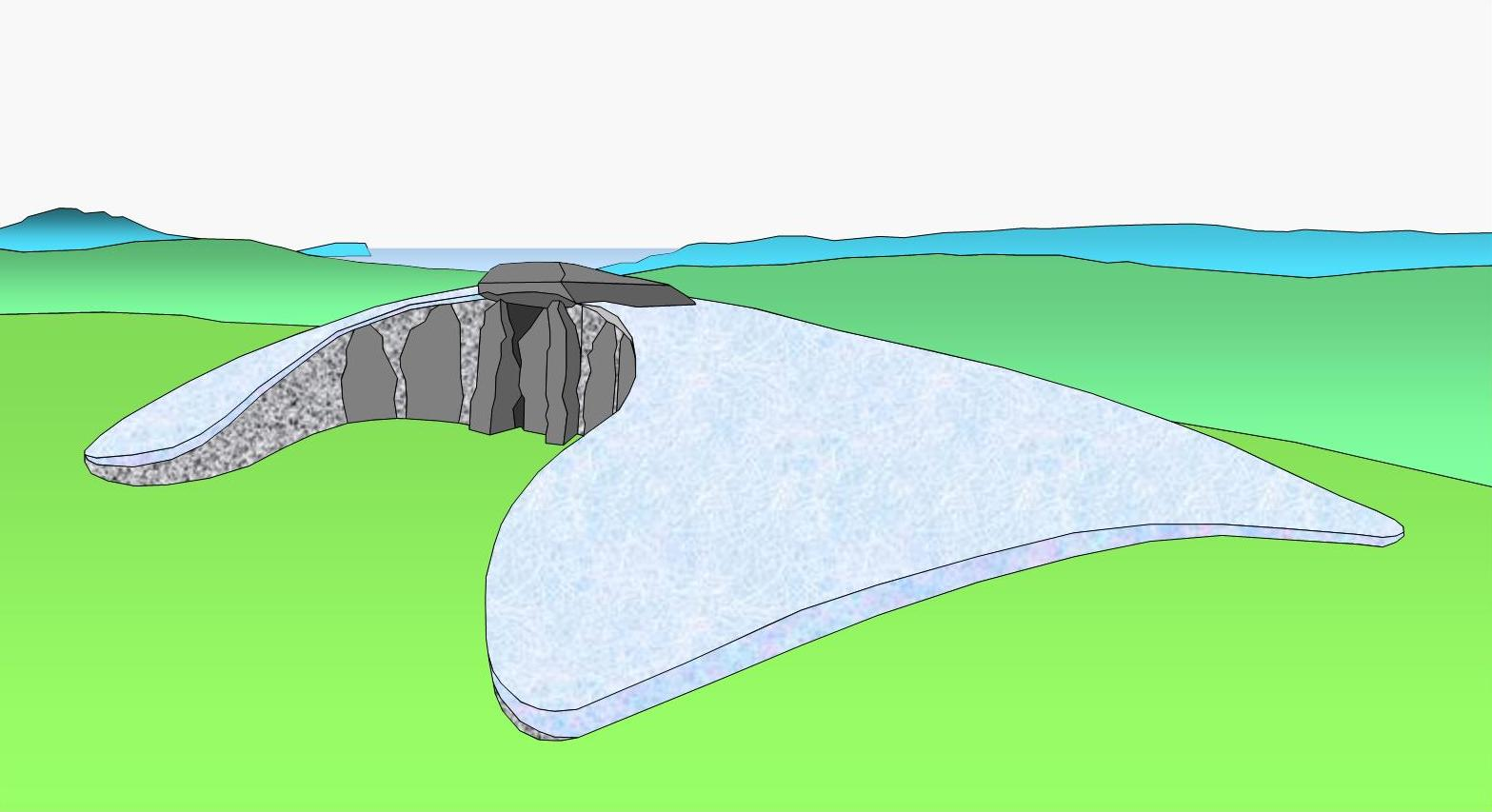
Schema Cotswold Severn Tomb

Das geschützte Fairy Toot (auch  Nempnett Thrubwell genannt) ist ein Cotswold Severn Tomb bei Nempnett Thrubwell bzw. Butcombe im nördlichen Somerset in England.
Der einst massive, nord-süd-orientierte, trapezoide Langhügel ist nahezu völlig zerstört. Ursprünglich war er über 2,5 m hoch, etwa 60 m lang und 25 m breit. Was blieb, ist ein weitgehend abgeflachter Hügel, in dessen Mitte sich die Überreste eines Schafstalls oder dergleichen befinden, der vermutlich aus den Steinen der Megalithanlage erbaut wurde.
Am nördlichen Ende ist ein kleiner Teil der ursprünglichen Anlage erhalten. Die etwa 2 m hohen Überreste sind als Außenseite einer Trockenmauer erkennbar. Möglicherweise sind auch die Überreste des Kammerzugangs erhalten, aber es ist ebenso möglich, dass diese Strukturen moderner Natur sind. 
Bei den zerstörerischen Ausgrabungen der Jahre 1787 und 1835 durch die Pfarrer Thomas Bere und John Skinner (1772–1839) wurden Belege für eine Galerie mit mehreren Kammern entdeckt und Skelettreste gefunden.